# Área protegida da Ponta das Contendas

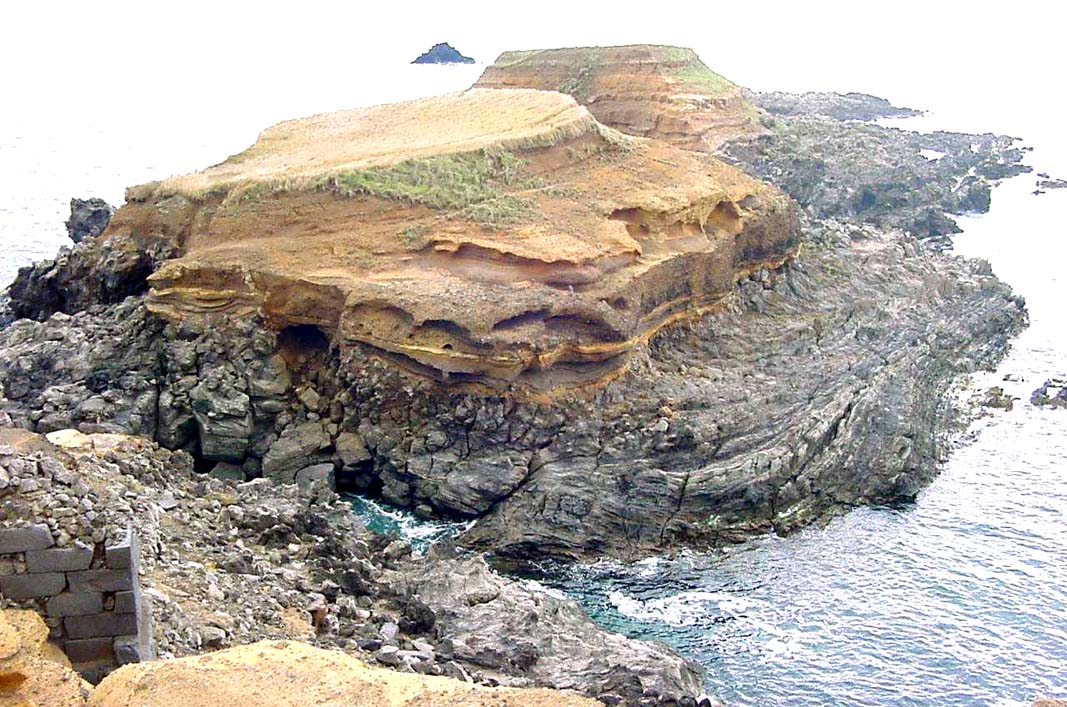
Ponta das Contendas ilhéus e ilhéu da Mina.

A Ponta das Contendas localiza-se na ilha Terceira, (Açores)
Nesta zona encontram-se os restos do que foi um Forte Militar de protecção da costa contra a invasão da ilha por tropas de outras potências marítimas dos anos de 1500 e 1600, que faz parte de toda uma vasta rede de pequenos e grandes fortes que ao redor da ilha Terceira foram construídos para a protecção dos preciosos carregamentos de ouro, prata, especiarias entre outros bens que a esta ilha chegavam vindos da Ásia, África e das Américas, principalmente do Brasil.

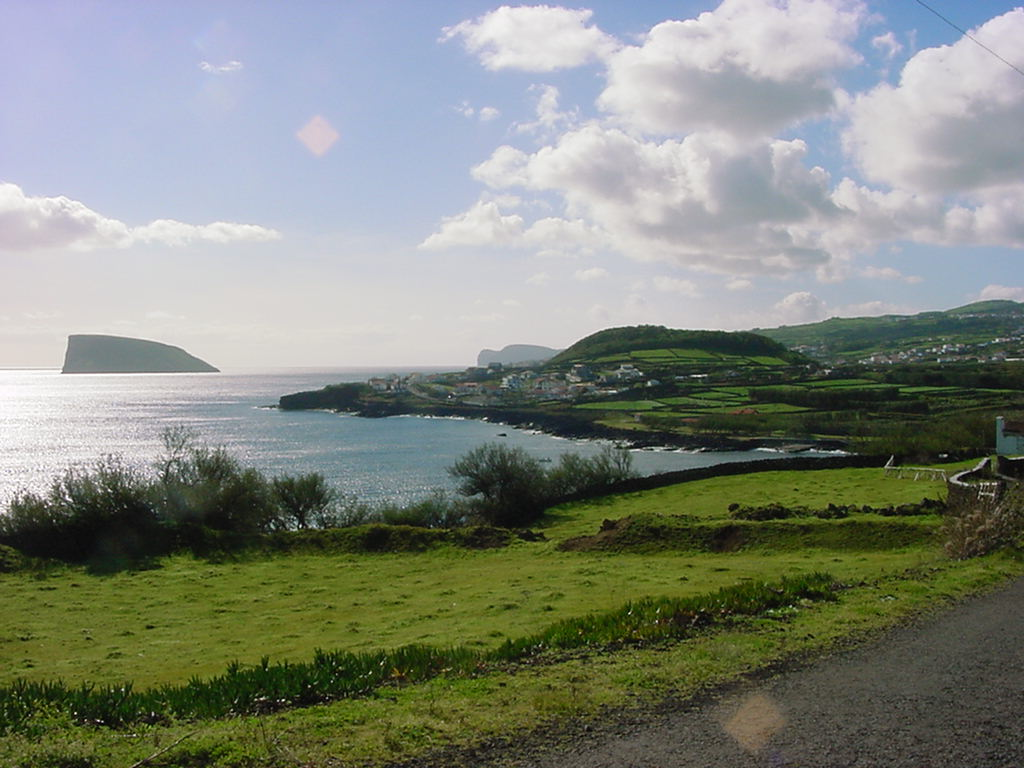
Costa da ilha Terceira, Contendas, ilhéus das Cabras e Monte Brasil, Baía da Salga, ilha Terceira, Açores, Portugal.

É também um importante santuário da fauna e flora indígenas da ilha Terceira constituindo assim uma das mais importantes áreas protegidas dos Açores. É uma das zona de protecção especial que ocupa uma superfície de 93 ha, ocupando um sector da zona costeira baixa e ilhéus adjacentes.
A particularidade geomorfológica desta zona teve origem em lavas que atravessaram a vertentes sudoeste do Pico dos Cornos, que ao atingirem a costa originaram uma península muito estreitas com cerca de 500 metros de comprimento.
A baía que aqui se pode observar, conhecida por Baía das Minas ou Baía das Mós, é ladeada pela Ponta das Contendas e pelo que resta da anterior península, a qual por acção da erosão, essencialmente marinha, hoje apresenta a seguinte descontinuidade: Ilhéu do Feno, separado do Pico dos Cornos por uma estreita brecha aberta pelo mar; Ilhéu dos Garajaus, ligado ao anterior por uma faixa baixa e estrita; Ilhéu da Mina, sem ligação e um pouco mais afastado.
Muitas espécies de aves, de passagem ou residentes, podem ser observadas neste local.

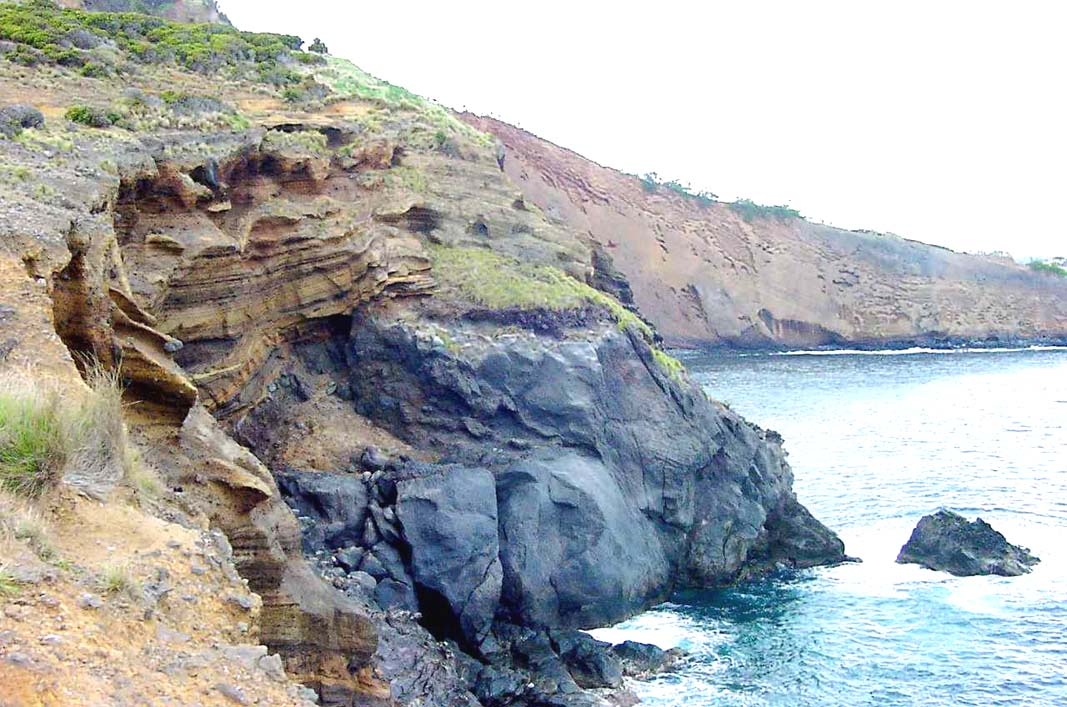
Ponta das Contendas

Nidificam aqui o cagarro (Calonectris diomedea), o garajau-rosado (Sterna dougallii) e o garajau-comum (Sterna hirundo). Estas aves estão rigorosamente protegidas por leis nacionais e internacionais.
Põem 1 a 2 ovos de pequenas dimensões em ninhos, feitos no chão com pedaços de plantas e pequenas pedras e por isso difíceis de ver. Se as colónias forem perturbadas pela presença humana, os pais podem deixar de alimentar as crias, que chegam a morrer se a perturbação se prolongar.
Os principais habitats naturais deste lugar são: praias de calhaus rolados, arribas marinhas e rochedos marinhos (ilhotes).
Na vegetação das vertentes do Pico dos Cornos e Pico das Contendas, voltadas para a Baía das Minas, encontra-se: a urze (Erica azorica) endémica dos Açores e a Faia-da-Terra (Myrica Faya) autóctone dos Açores. Abundante no sítio e bordejando quase todas as arribas, encontra-se a salgueiro (Tamarix africana) há muito introduzida no arquipélago. …”
Este local é composto por várias formações rochosas basálticas, na sua maioria recoberta por camadas piroclásticas e cinzas vulcânicas que no seu conjunto deram origem a vários ilhéus e pequenas penínsulas locais ideais para a nidificação de diferentes espécies de aves migratórias.
É o local do país onde se encontra a maior colónia de garajaus rosados e garajaus comuns de Portugal, que nidificam principalmente na ilhéu do feno.
Desde 1997 a 2002, o ilhéu do feno continha cerca de 32% da população açoriana de garajaus rosados, sendo a colónia de maior importância do arquipélago.
Em 2006 foi necessário dar inicio a uma campanha de desratização, já que os ratos estavam a por em perigo a população de garajaus ao comerem as crias e ovos. Em 2009 foi possível concluir que a campanha resultou em pleno êxito uma vez que se deu a recuperação plena da colónia de aves.
Assim, no ano 2009, só esta região congregava 1198 pares de garajaus rosados, os quais representam 47.5% da população total existente na Europa.